# Código Adam
Código Adam é um programa de segurança para crianças desaparecidas nos Estados Unidos e Canadá, originalmente criado pelas lojas de varejo Walmart em 1994. Foi nomeado em memória de Adam Walsh, o filho mais velho de John Walsh, apresentador do America's Most Wanted da Fox.
Adam foi sequestrado em uma loja de departamentos da Sears em Hollywood, Flórida, em 1981. Uma busca foi realizada pela mãe, avó e funcionários da loja de Adam, e chamadas públicas foram feitas para ele a cada dez a quinze minutos. Após aproximadamente noventa minutos de busca infrutífera, a polícia local foi chamada. Dezesseis dias depois, a cabeça decepada de Adam foi encontrada; o corpo dele nunca foi recuperado.
Hoje, muitas lojas de departamentos, lojas de varejo, centros comerciais, supermercados, parques de diversões, hospitais e museus participam do programa Código Adam. A legislação promulgada pelo Congresso em 2003 agora exige que todos os prédios de escritórios federais e bases ou postos de troca (BX ou PX) em bases militares adotem o programa. O Walmart, juntamente com o Centro Nacional para Crianças Desaparecidas e Exploradas (NCMEC) e os departamentos de vários procuradores-gerais estaduais, se ofereceram para auxiliar em oficinas de treinamento para que outras empresas implementem o programa

## Processo
As empresas que implementam o programa geralmente colocam um decalque do Código Adam na frente do negócio. Os funcionários dessas empresas são treinados para seguir as seis etapas a seguir, de acordo com o Centro Nacional para Crianças Desaparecidas e Exploradas:
1. Se um visitante relatar o desaparecimento de uma criança, é obtida uma descrição detalhada da criança e do que ela está vestindo. Especificamente, que cor e tipo de calçado a criança está usando; devido a como em lojas de departamentos e outras lojas que vendem roupas em particular, é mais fácil trocar a roupa de uma criança, mas muito mais difícil encontrar sapatos diferentes. Além disso, todos os acessos externos ao prédio são trancados e monitorados; qualquer um que se aproxime de uma porta é rejeitado.
2. O funcionário vai até o telefone interno mais próximo e aciona o Código Adam, descrevendo as características físicas e o vestuário da criança. Enquanto os funcionários designados monitoram as entradas da frente, outros funcionários começam a procurar a criança.
3. Se a criança não for encontrada em dez minutos, a polícia será notificada.
4. Se a criança for encontrada e parecer estar perdida e ilesa, ela será reunida aos pais ou responsável legal.
5. Se a criança for encontrada acompanhada por alguém que não seja um dos pais ou responsável legal, serão envidados esforços razoáveis para atrasar a sua partida sem colocar em risco a criança, funcionários ou visitantes. A aplicação da lei será notificada e receberá detalhes sobre a pessoa que acompanha a criança.
6. O modo do Código Adam será encerrado quando a criança for encontrada ou quando a aplicação da lei chegar.[4]